# دانشگاه علوم پزشکی نیشابور
دانشگاه علوم پزشکی و خدمات بهداشتی درمانی نیشابور یکی از دانشگاه‌های دولتی ایران و تحت پوشش وزارت بهداشت، درمان و آموزش پزشکی در شهر نیشابور و منطقه مرکزی خراسان است. هم‌اکنون ریاست دانشگاه علوم پزشکی نیشابور بر عهدهٔ غزاله دوست پرست است و این دانشگاه هم‌اکنون به بیش از نیم میلیون نفر جمعیت شهرستان‌های نیشابور، فیروزه، زبرخان و میان‌جلگه در مرکز خراسان رضوی، خدمات بهداشتی و درمانی ارائه می‌دهد.

## تاریخچه
دانشگاه علوم پزشکی نیشابور در سال ۱۳۴۲ به‌عنوان مرکز بهداشت شروع به فعالیت نمود که در سال ۱۳۵۵ شبکهٔ بهداشت و درمان آن شکل گرفت اما با کسب موفقیت‌هایی در دو زمینهٔ بهداشت و درمان توانست در سال ۱۳۸۸ با موافقت وزارت بهداشت، درمان و آموزش پزشکی از شبکهٔ بهداشت و درمان به دانشکدهٔ علوم پزشکی ارتقاء یابد. سرانجام در دوازدهمین روز پاییز ۱۴۰۱ به‌طور رسمی با تأیید شورای عالی انقلاب فرهنگی در منطقهٔ مرکزی خراسان به دانشگاه ارتقاء یافت.
هم‌اکنون این دانشگاه با ۳۱۵۴ پرسنل و هیئت علمی، هفت معاونت شامل توسعه مدیریت و منابع، درمان، بهداشت، غذا و دارو، آموزش و پژوهش، فرهنگی و دانشجویی و قائم مقام امور مشارکت‌های مردمی و سازمان‌های مردم نهاد و خیرین سلامت، سه دانشکدهٔ پیراپزشکی، مامایی و پرستاری، بهداشت و دو مرکز آموزشی، پژوهشی و درمانی حکیم و ۲۲ بهمن در راستای اهداف تدوین شدهٔ خود همگام با ماموریت‌های ابلاغی وزارت متبوع به جمعیت بیش از ۵۶۰ هزار نفری تحت پوشش، ارائهٔ خدمت می‌نماید. اکنون دانشگاه علوم پزشکی و خدمات بهداشتی درمانی نیشابور با تعداد ۳۱۵۴ نفر پرسنل (هیئت علمی، پزشک، پیراپزشک، پرستار، ماما و بهیار) در ۶ بخش بهداشت با ۵۱ مرکز بهداشتی - درمانی شهری و روستایی و ۲۱۰ خانهٔ بهداشت دولتی و بخش درمان با ۵ بیمارستان (بیمارستان ۲۲ بهمن و حکیم، بیمارستان سوم دولتی و بیمارستان‌های در حال ساخت فیروزه و زبرخان) در مجموع با تعداد ۸۲۳ تخت که شامل بخش‌های جراحی، جراحی عمومی، ارتوپدی، جراحی زنان، زایشگاه، جراحی مغز و اعصاب، جراحی چشم، ENT، اورولوژی، اعصاب، داخلی، عفونی، روان‌پزشکی، اورژانس (پایگاه اورژانس هوایی نیشابور)، بخش مراقبت‌های ویژه و اطفال و نیز توسعهٔ مدیریت و منابع، آموزش و پژوهش، دانشجویی و فرهنگی و غذا و دارو یکی از بزرگ‌ترین دانشگاه‌های شرق کشور است که هم‌اکنون در حال ارائه خدمات به منطقهٔ مرکزی خراسان با جمعیتی بیش از ۵۶۰ هزار نفر است.
در سال ۱۳۹۷، دانشگاه‌های علوم پزشکی کشور با چاپ تعداد ۲۱ هزار و پانصد و شصت و هشت مقاله، در تولید علم کشور نقش به‌سزایی داشته‌اند گفت: از حیث تولید علم، دانشگاه علوم پزشکی نیشابور در بین دانشگاه‌های تیپ ۳، جایگاه دوازدهم و در بین دانشگاه‌های منطقهٔ ۹ آمایش (خراسان بزرگ)، رتبه دوم را کسب نموده است و از این نظر حتی تعدادی از دانشگاه‌های تیپ ۲ را نیز پشت سر گذاشته است.

## دانشکده‌ها

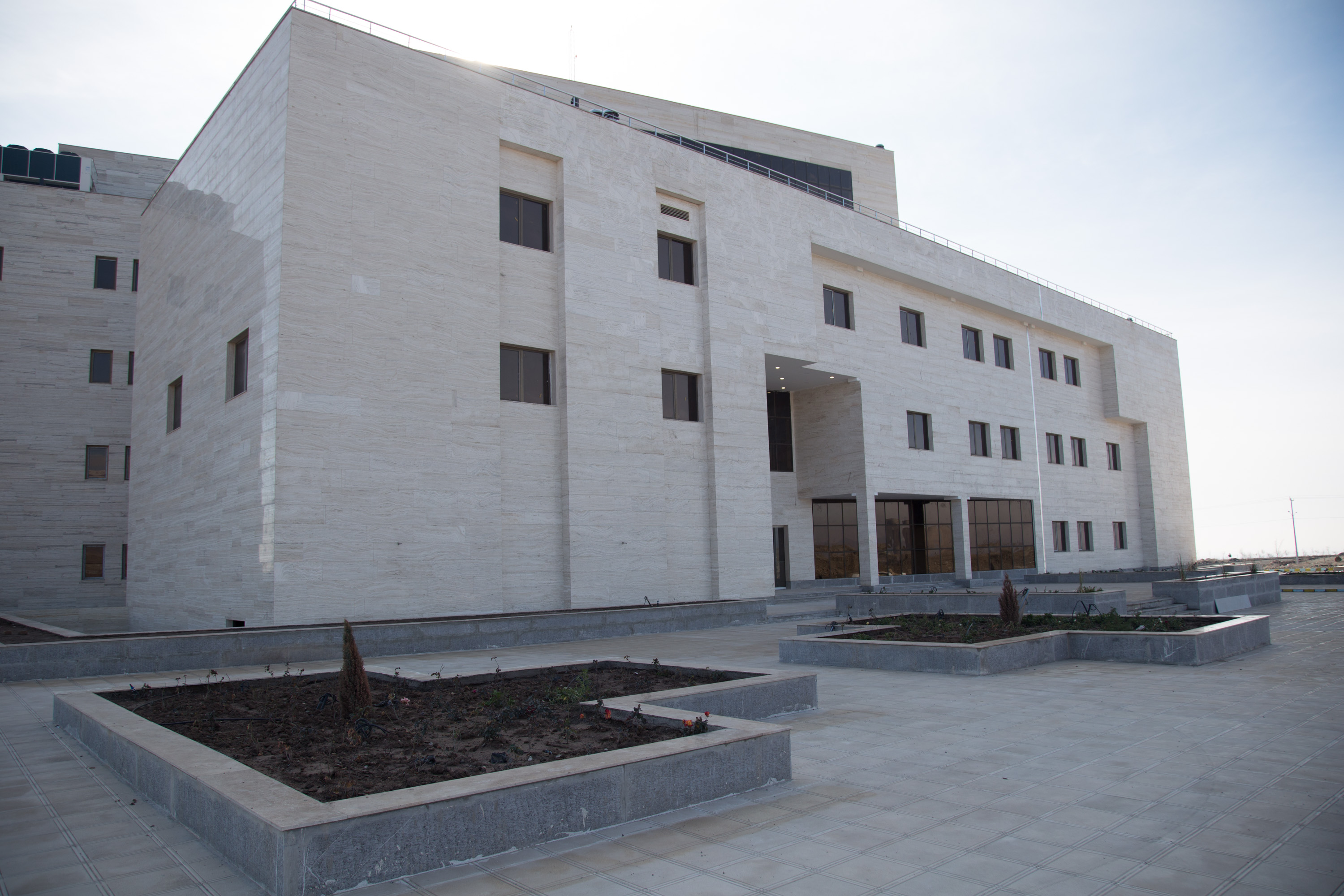
دانشکده پزشکی

- دانشکده پزشکی[۳]
- دانشکده پرستاری و مامایی
- دانشکده بهداشت و پیراپزشکی

### دانشکده پزشکی
دانشکده پزشکی دانشگاه علوم پزشکی نیشابور یکی از دانشکده‌های پزشکی ایران وابسته به دانشگاه علوم پزشکی نیشابور است. این دانشکده در سال ۱۴۰۰ بنیان‌گذاری شد و دارای ۲ بیمارستان آموزشی و ۱ بیمارستان در حال احداث است.

## بیمارستان‌ها

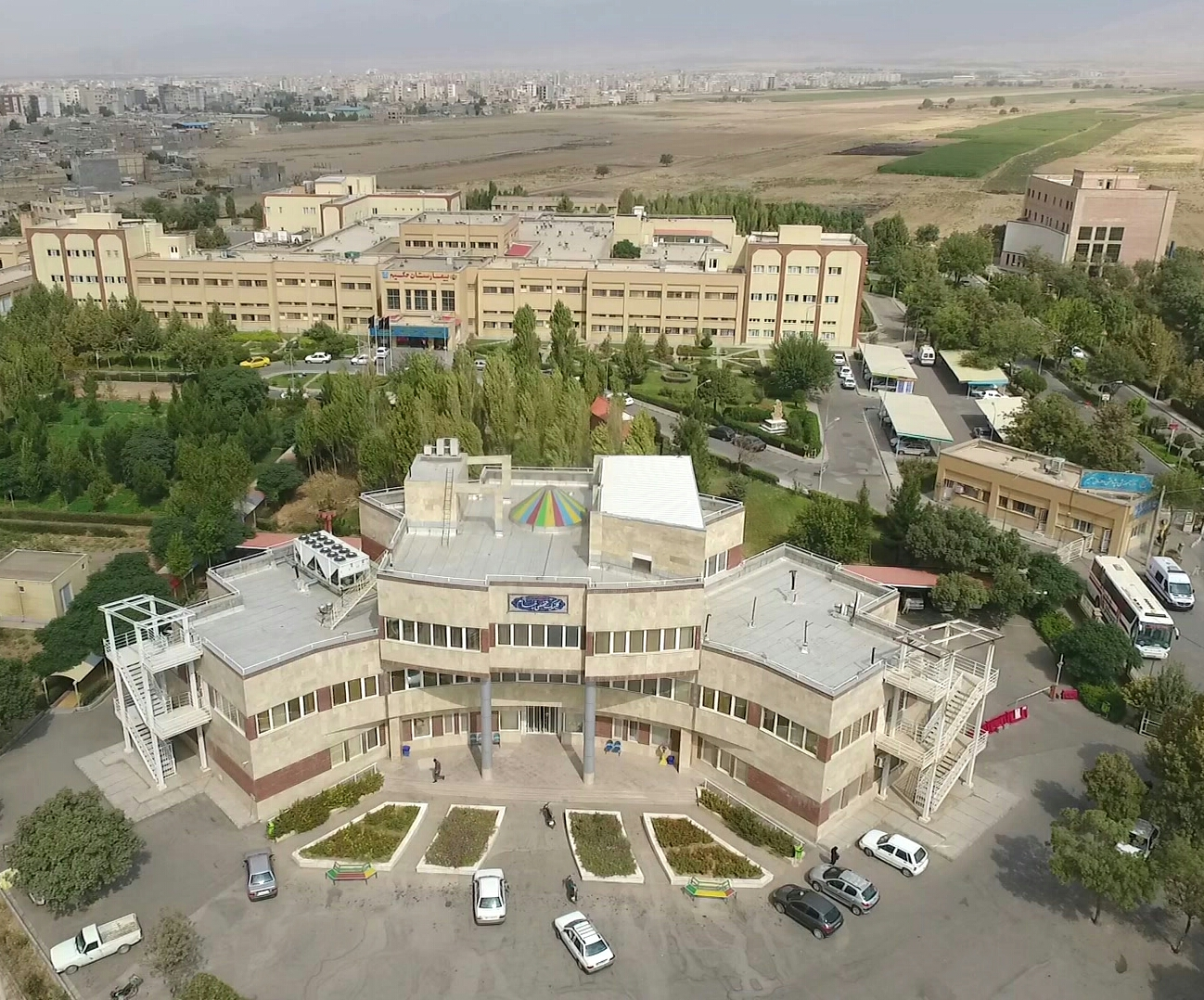
بیمارستان حکیم

- بیمارستان ۲۲ بهمن
- بیمارستان حکیم
- بیمارستان صحرایی تیپ زرهی امام رضا
- مرکز آموزشی و درمانی ۱۷۵ تختخوابی عطار (درحال ساخت)
- بیمارستان فیاض شهرستان فیروزه (درحال ساخت)
- بیمارستان شهید سلیمانی شهرستان زبرخان (درحال ساخت)

## شبکه‌ها
شبکه بهداشت و درمان شهرستان فیروزه
شبکه بهداشت و درمان شهرستان زبرخان
شبکه بهداشت و درمان شهرستان میان‌جلگه

## مراکز درمانی و درمانگاه‌ها
- مرکز درمانی تخصصی عطار (میدان باغرود)
- مرکز تخصصی درمانی جمهوری (بلوار جمهوری اسلامی)
- مرکز تخصصی درمانی سید جمال (انتهای خیابان ارگ)
- مرکز تخصصی درمانی هلال (خیابان چهارده معصوم)
- مرکز تخصصی و فوق تخصصی شمس شرق

## پایگاه‌های بهداشت شهری
- پایگاه بهداشت شماره یک ساختمان مرکزی خیابان کمال‌الملک ساختمان شماره ۲ بلوار جانبازان روبه‌روی ورزشگاه آزادی
- پایگاه بهداشت شماره ۲ خیابان چهارده معصوم
- پایگاه بهداشت شماره ۳ بلوار جانبازان روبه‌روی اداره استاندارد
- پایگاه بهداشت شماره ۴ بلوار بعثت خیابان خانم
- پایگاه بهداشت شماره ۵ خیابان فردوسی جنوبی نرسیده به بازار میوه
- پایگاه بهداشت شماره ۶ خ امام خمینی خیابان شایسته
- پایگاه بهداشت شماره ۷ ابتدایی خیابان شریعتی